# Hürova
Hürova – wieś w Estonii, w prowincji Võru, w gminie Haanjamaa (poprzednio w gminie Mõniste).